# Razorworks
Razorworks fue un desarrollador de videojuegos con sede en Oxfordshire, Reino Unido. Razorworks fue fundada en agosto de 1996 y era propiedad de la distribuidora de videojuegos, Empire Interactive. El estudio Razorworks fue cerrado en julio de 2008 debido a la mala situación financiera de Empire Interactive (Empire Interactive posteriormente pasó a la administración en mayo de 2009).
Durante sus 12 años de vida, el equipo creció de 4 a 34 personas y produjo un total de 14 títulos para PC y consolas de juegos.
Razorworks desarrolló inicialmente simuladores de vuelo de combate antes de pasar al desarrollo de juegos de carreras de coches. Razorworks desarrolló una serie de títulos para la serie Ford Racing de Empire Interactive, incluyendo Ford Racing: Full Blown, un videojuego basado en monedas desarrollado para Sega Amusements of Europe. Razorworks también desarrolló la tecnología de emulación de máquinas recreativas utilizada para producir los títulos de Taito Legends y Double Dragon para Xbox Live Arcade. El proyecto final de Razorworks fue un remake del clásico juego de rompecabezas Pipe Mania de Empire Interactive.
Razorworks desarrolló juegos para PC, PlayStation 2, PlayStation Portable, Xbox, Xbox 360, Nintendo DS, Wii y gabinetes de arcade de Sega.

## Historia
La compañía primero desarrolló simuladores de vuelo de combate y finalmente cambió su enfoque a los juegos de carreras de autos. El estudio de desarrollo ha lanzado un total de catorce juegos en varias plataformas, incluidos PC, PlayStation 2,  PSP, Xbox, Xbox 360, Wii, Nintendo DS y para Sega máquinas recreativas.
Razorworks fue adquirida por Empire Interactive en 2000.
La empresa matriz Empire Interactive se encontró con serias dificultades financieras a finales de la década de 2000. El 11 de junio de 2008, se anunció que Razorworks se cerraría para reducir costos. El 19 de julio de 2008, los desarrolladores del Reino Unido de Rebellion anunciaron que habían adquirido los activos y la mayoría de los empleados de Razorworks. El equipo se integró en el propio estudio de Oxford de Rebellion, pero ya no operaba de forma independiente y se suspendió la marca.
Los problemas de Empire Interactive continuaron y el 4 de mayo de 2009, la compañía anunció su propio cierre y liquidación.

## Videojuegos
| Juego                          | Año  |
| ------------------------------ | ---- |
| Enemy Engaged: Apache vs Havoc | 1998 |
| Enemy Engaged: Comanche Hokum  | 2000 |
| Total Immersion Racing         | 2000 |
| Ford Racing 2                  | 2003 |
| Ford Racing 3                  | 2004 |
| Taito Legends                  | 2005 |
| Ford Street Racing             | 2006 |
| Ford Racing: Full Blown        | 2006 |
| Taito Legends 2                | 2006 |
| Double Dragon                  | 2007 |
| Speedball 2: Brutal Deluxe     | 2007 |
| Ford Racing: Off Road          | 2008 |
| Pipe Mania                     | 2008 |